# Bezvodno
Bezvodno (Bulgaars: Безводно) is een dorp in Bulgarije. Zij is gelegen in de gemeente Tsjernootsjene in de oblast  Kardzjali.

## Geschiedenis
Het dorp behoort sinds 1912 bij de Republiek Bulgarije. In 1986 fuseerde het dorp Bezvodno met het ontvolkte dorp Kadanka. De oude naam van het dorp was Soesoes/Susus (Сусус). 

## Geografie
Het dorp Bezvodno ligt in het oostelijke deel van de westelijke Rodopen. Het ligt ongeveer 2,5 km ten zuidwesten van de Borovitsa-dam, die het dorp in de  drinkwatervoorziening voorziet. De hoogte van het dorp varieert tussen ongeveer 790 meter en zo’n 930 meter.

## Bevolking
Op 31 december 2019 telde het dorp Bezvodno 54 inwoners, terwijl dit er in 2001 nog 141 waren. Het dorp heeft te kampen met een drastische bevolkingskrimp (zie: onderstaand tabel), vooral vergeleken met het hoogtepunt 1.982 inwoners in het jaar 1956. Tussen 31 december 1956-2019 verloor het dorp ruim 97% van het inwonersaantal. In het dorp Bezvodno leven nagenoeg uitsluitend Bulgaarse Turken (98,8%). De meeste inwoners zijn moslim. Er is een moskee in het dorp.  
| Jaar            | 1934  | 1946  | 1956  | 1965  | 1975 | 1985 | 1992 | 2001 | 2011 | 2019 |
| Aantal inwoners | 1.590 | 1.946 | 1.982 | 1.223 | 875  | 380  | 275  | 141  | 84   | 54   |

Het dorp is sterk vergrijsd. Van de 84 inwoners die in februari 2011 werden geregistreerd, waren er 3 jonger dan 15 jaar oud (4%), terwijl er 36 inwoners van 65 jaar of ouder werden geteld (43%).